# 奴に手錠を…
『奴に手錠を…』（やつにわっぱを）は、大藪春彦のハードボイルド小説。1970年から翌年にかけてアサヒ芸能に連載された。

## 刊行履歴
- 1970年、週刊アサヒ芸能に連載。
- 1971年、徳間書店より刊行。
- 1978年、角川書店より刊行。
- 1987年、徳間書店より刊行。
- 1991年、トクマノベルズ版刊行。
- 1996年、勁文社版刊行。
- 2005年、光文社文庫版刊行。

## あらすじ
ハンブルクの海に現れる腐乱死体。人身売買が絡む。さらにその奥にはマフィアの影も。インターポール捜査官・白鳥は黒幕の手に手錠（ワッパ）を叩き込むため、ヨーロッパを駆け回る。
| スタブアイコン | サブスタブ | この項目は、まだ閲覧者の調べものの参照としては役立たない、文学に関連した書きかけの項目です。この項目を加筆・訂正などしてくださる協力者を求めています（P:文学、PJ:ライトノベル）。項目が小説家・作家の場合には{Writer-substub}を、文学作品以外の本・雑誌の場合には{Book-substub}を貼り付けてください。 |